# Carbondale, Colorado
Carbondale är en stad (town) i Garfield County, i delstaten Colorado, USA. Enligt United States Census Bureau har staden en folkmängd på 6 412 invånare (2011) och en landarea på 5,3 km².